# Prezydenci Salwadoru
| Osoba                                                                     | Osoba                        | Osoba                                               | Kadencja                     | Kadencja                     | Partia polityczna            |
| #                                                                         | Portret                      | Imię i Nazwisko                                     | Od                           | Do                           | Partia polityczna            |
| Szefowie państwa (1824-1841)                                              | Szefowie państwa (1824-1841) | Szefowie państwa (1824-1841)                        | Szefowie państwa (1824-1841) | Szefowie państwa (1824-1841) | Szefowie państwa (1824-1841) |
| ------------------------------------------------------------------------- | ---------------------------- | --------------------------------------------------- | ---------------------------- | ---------------------------- | ---------------------------- |
| 1                                                                         |                              | Juan Manuel Rodríguez (1771–1847)                   | 22 kwietnia 1824             | 1 października 1824          |                              |
| -                                                                         |                              | Mariano Prado Baca (1776–1837) (tymczasowo)         | 1 października 1824          | 13 grudnia 1824              | Liberał                      |
| 2                                                                         |                              | Juan Vicente Villacorta Díaz (1764–1826)            | 13 grudnia 1824              | 1 listopada 1826             | Liberał                      |
| -                                                                         |                              | Mariano Prado Baca (1776–1837) (tymczasowo)         | 1 listopada 1826             | 30 stycznia 1829             | Liberał                      |
| 3                                                                         |                              | José María Cornejo (1788–1864)                      | 30 stycznia 1829             | 29 marca 1832                | Konserwatysta                |
| -                                                                         |                              | Francisco Morazán Quezada (1792–1842) (tymczasowo)  | 29 marca 1832                | 13 maja 1832                 | Liberał                      |
| -                                                                         |                              | Joaquín de San Martín (1770–1854) (tymczasowo)      | 13 maja 1832                 | 25 lipca 1832                | Konserwatysta                |
| 4                                                                         |                              | Mariano Prado Baca (1776–1837)                      | 25 lipca 1832                | 1 lipca 1833                 | Liberał                      |
| 5                                                                         |                              | Joaquín de San Martín (1770–1854)                   | 1 lipca 1833                 | 23 czerwca 1834              | Konserwatysta                |
| -                                                                         |                              | Carlos Salazar Castro (1800–1867) (tymczasowo)      | 23 czerwca 1834              | 13 lipca 1834                | Liberał                      |
| władza sprawowana przez rząd federalny (13 lipca 1834 – 30 września 1834) |                              |                                                     |                              |                              |                              |
| -                                                                         |                              | Joaquín Escolán y Balibrera (tymczasowo)            | 30 września 1834             | 14 października 1834         |                              |
| -                                                                         |                              | José María Silva (1804–1876) (tymczasowo)           | 14 października 1834         | 10 kwietnia 1835             |                              |
| 6                                                                         |                              | Nicolás Espinoza (1795–1845)                        | 10 kwietnia 1835             | 15 listopada 1835            | Liberał                      |
| -                                                                         |                              | Francisco Gómez Elizondo (1796–1838)                | 15 listopada 1835            | 7 marca 1836                 |                              |
| 7                                                                         |                              | Diego Vigil Cocaña (1799–1845)                      | 7 marca 1836                 | maj 1838                     | Liberał                      |
| -                                                                         |                              | Timoteo Menéndez (tymczasowo)                       | maj 1838                     | 1 maja 1839                  | Liberał                      |
| -                                                                         |                              | Antonio José Cañas (1785–1844) (tymczasowo)         | 1 maja 1839                  | 13 lipca 1839                | Konserwatysta                |
| -                                                                         |                              | Francisco Morazán Quezada (1792–1842) (tymczasowo)  | 13 lipca 1839                | 4 kwietnia 1840              | Liberał                      |
| -                                                                         |                              | José María Silva (1804–1876) (tymczasowo)           | 4 kwietnia 1840              | 15 kwietnia 1840             |                              |
| -                                                                         |                              | Antonio José Cañas (1785–1844) (tymczasowo)         | 15 kwietnia 1840             | 23 września 1840             | Konserwatysta                |
| -                                                                         |                              | Norberto Ramírez (?–1856) (tymczasowo)              | 23 września 1840             | 7 stycznia 1841              | Konserwatysta                |
| -                                                                         |                              | Juan Lindo (1790–1857) (tymczasowo)                 | 7 stycznia 1841              | 22 lutego 1841               | Konserwatysta                |
| Prezydenci (1841-)                                                        |                              |                                                     |                              |                              |                              |
| -                                                                         |                              | Juan Lindo (1790–1857) (tymczasowo)                 | 22 lutego 1841               | 1 lutego 1842                | Konserwatysta                |
| -                                                                         |                              | José Escolástico Marín (?–1846) (tymczasowo)        | 1 lutego 1842                | 14 kwietnia 1842             |                              |
| 1                                                                         |                              | Juan José Guzmán (1797–1847)                        | 14 kwietnia 1842             | 1 lutego 1844                | Konserwatysta                |
| -                                                                         |                              | Fermín Palacios Ulloa (tymczasowo)                  | 1 lutego 1844                | 7 lutego 1844                |                              |
| 2                                                                         |                              | Francisco Malespín Herrera (1806–1846)              | 7 lutego 1844                | 15 lutego 1845               | Konserwatysta                |
| -                                                                         |                              | Joaquín Eufrasio Guzmán (1801–1875) (tymczasowo)    | 15 lutego 1845               | 1 lutego 1846                |                              |
| -                                                                         |                              | Fermín Palacios Ulloa (tymczasowo)                  | 1 lutego 1846                | 21 lutego 1846               |                              |
| 3                                                                         |                              | Eugenio Aguilar (1804–1879)                         | 21 lutego 1846               | 1 lutego 1848                | Liberał                      |
| -                                                                         |                              | Tomás Medina Menéndez (1803–1884) (tymczasowo)      | 1 lutego 1848                | 3 lutego 1848                |                              |
| -                                                                         |                              | José Félix Quirós (1811–1883) (tymczasowo)          | 3 lutego 1848                | 7 lutego 1848                |                              |
| 4                                                                         |                              | Doroteo Vasconcelos (1803-1883)                     | 7 lutego 1848                | 1 lutego 1850                | Liberał                      |
| -                                                                         |                              | José Félix Quirós (1811–1883) (tymczasowo)          | 1 lutego 1850                | 4 lutego 1850                |                              |
| (4)                                                                       |                              | Doroteo Vasconcelos (1803-1883)                     | 4 lutego 1850                | 1 marca 1851                 | Liberał                      |
| -                                                                         |                              | José Félix Quirós (1811–1883) (tymczasowo)          | 1 marca 1851                 | 3 maja 1851                  |                              |
| -                                                                         |                              | Francisco Dueñas (1810–1884) (tymczasowo)           | 3 maja 1851                  | 30 stycznia 1852             | Konserwatysta                |
| -                                                                         |                              | José María San Martín (1811–1857) (tymczasowo)      | 30 stycznia 1852             | 1 lutego 1852                | Konserwatysta                |
| 5                                                                         |                              | Francisco Dueñas (1810–1884)                        | 1 lutego 1852                | 1 lutego 1854                | Konserwatysta                |
| -                                                                         |                              | Vicente Gómez (tymczasowo)                          | 1 lutego 1854                | 15 lutego 1854               |                              |
| 6                                                                         |                              | José María San Martín (1811–1857)                   | 15 lutego 1854               | 1 lutego 1856                | Konserwatysta                |
| -                                                                         |                              | Francisco Dueñas (1810–1884) (tymczasowo)           | 1 lutego 1856                | 12 lutego 1856               | Konserwatysta                |
| 7                                                                         |                              | Rafael Campo (1813–1890)                            | 12 lutego 1856               | 1 lutego 1858                | Konserwatysta                |
| -                                                                         |                              | Lorenzo Zepeda (tymczasowo)                         | 1 lutego 1858                | 7 lutego 1858                |                              |
| 8                                                                         |                              | Miguel Santín del Castillo (1830–1880)              | 7 lutego 1858                | 1 lutego 1860                | Konserwatysta                |
| 9                                                                         |                              | Gerardo Barrios (1813–1865)                         | 1 lutego 1860                | 26 października 1863         | Liberał                      |
| (5)                                                                       |                              | Francisco Dueñas (1810–1884)                        | 26 października 1863         | 15 kwietnia 1871             | Konserwatysta                |
| 10                                                                        |                              | Santiago González Portillo (1818-1887)              | 16 kwietnia 1871             | 1 lutego 1876                | Liberał                      |
| 11                                                                        |                              | Andrés del Valle (1833–1888)                        | 1 lutego 1876                | 1 maja 1876                  | Liberał                      |
| 12                                                                        |                              | Rafael Zaldívar (1834–1903)                         | 1 maja 1876                  | 19 maja 1885                 | Liberał                      |
| 13                                                                        |                              | Fernando Figueroa (1849-1919)                       | 1 maja 1885                  | 19 czerwca 1885              | Liberał                      |
| 14                                                                        |                              | Francisco Menéndez Valdivieso (1830–1890)           | 19 czerwca 1885              | 22 czerwca 1890              | Liberał                      |
| 15                                                                        |                              | Carlos Ezeta (1852–1903)                            | 22 czerwca 1890              | 10 czerwca 1894              | Liberał                      |
| 16                                                                        |                              | Rafael Antonio Gutiérrez (1845–1921)                | 10 czerwca 1894              | 13 listopada 1898            | Liberał                      |
| 17                                                                        |                              | Tomás Regalado (1861-1906)                          | 14 listopada 1898            | 1 marca 1903                 | Liberał                      |
| 18                                                                        |                              | Pedro José Escalón (1847–1923)                      | 1 marca 1903                 | 1 marca 1907                 | Konstytucjonalista           |
| (13)                                                                      |                              | Fernando Figueroa (1849-1919)                       | 1 marca 1907                 | 1 marca 1911                 | Liberał                      |
| 19                                                                        |                              | Manuel Enrique Araujo (1865–1913)                   | 1 marca 1911                 | 9 lutego 1913                | Liberał                      |
| 20                                                                        |                              | Carlos Meléndez (1861–1919)                         | 9 lutego 1913                | 1 marca 1919                 | PND                          |
| 21                                                                        |                              | Jorge Meléndez (1871–1953)                          | 1 marca 1919                 | 1 marca 1923                 | PND                          |
| 22                                                                        |                              | Alfonso Quiñónez Molina (1874–1950)                 | 1 marca 1923                 | 1 marca 1927                 | PND                          |
| 23                                                                        |                              | Pío Romero Bosque (1860-1935)                       | 1 marca 1927                 | 1 marca 1931                 | PND                          |
| 24                                                                        |                              | Arturo Araujo (1878–1967)                           | 1 marca 1931                 | 4 grudnia 1931               | PL                           |
| 25                                                                        |                              | Maximiliano Hernández Martínez (1882–1966)          | 4 grudnia 1931               | 9 maja 1944                  | PPP                          |
| -                                                                         |                              | Andrés Ignacio Menéndez (1888–1962) (tymczasowo)    | 9 maja 1944                  | 21 października 1944         | PPP                          |
| -                                                                         |                              | Osmín Aguirre y Salinas (1889–1977) (tymczasowo)    | 21 października 1944         | 1 marca 1945                 | wojskowy                     |
| 26                                                                        |                              | Salvador Castaneda Castro (1888–1965)               | 1 marca 1945                 | 14 grudnia 1948              | PUSD                         |
| -                                                                         |                              | Rewolucyjna Rada Rządząca                           | 15 grudnia 1948              | 14 września 1950             |                              |
| 27                                                                        |                              | Óscar Osorio (1910-1969)                            | 14 września 1950             | 14 września 1956             | PRUD                         |
| 28                                                                        |                              | José María Lemus (1911–1993)                        | 14 września 1956             | 26 października 1960         | PRUD                         |
| -                                                                         |                              | Junta                                               | 26 października 1960         | 25 stycznia 1961             |                              |
| -                                                                         |                              | Rząd cywilno-wojskowy                               | 25 stycznia 1961             | 25 stycznia 1962             |                              |
| -                                                                         |                              | Eusebio Rodolfo Cordón Cea (1899–1966) (tymczasowo) | 25 stycznia 1962             | 1 lipca 1962                 | bezpartyjny                  |
| 29                                                                        |                              | Julio Adalberto Rivera Carballo (1921–1973)         | 1 lipca 1962                 | 1 lipca 1967                 | PCN                          |
| 30                                                                        |                              | Fidel Sánchez Hernández (1917–2003)                 | 1 lipca 1967                 | 1 lipca 1972                 | PCN                          |
| 31                                                                        |                              | Arturo Armando Molina (1927–2021)                   | 1 lipca 1972                 | 1 lipca 1977                 | PCN                          |
| 32                                                                        |                              | Carlos Humberto Romero (1924–2017)                  | 1 lipca 1977                 | 15 października 1979         | PCN                          |
| -                                                                         |                              | Junta                                               | 15 października 1979         | 2 maja 1982                  |                              |
| 33                                                                        |                              | Álvaro Magaña (1926–2001)                           | 2 maja 1982                  | 1 czerwca 1984               | bezpartyjny                  |
| 34                                                                        |                              | José Napoleón Duarte (1925–1990)                    | 1 czerwca 1984               | 1 czerwca 1989               | PDC                          |
| 35                                                                        |                              | Alfredo Cristiani (1947–)                           | 1 czerwca 1989               | 1 czerwca 1994               | ARENA                        |
| 36                                                                        |                              | Armando Calderón Sol (1948–2017)                    | 1 czerwca 1994               | 1 czerwca 1999               | ARENA                        |
| 37                                                                        |                              | Francisco Flores (1959–2016)                        | 1 czerwca 1999               | 1 czerwca 2004               | ARENA                        |
| 38                                                                        |                              | Antonio Saca (1965–)                                | 1 czerwca 2004               | 1 czerwca 2009               | ARENA                        |
| 39                                                                        |                              | Mauricio Funes (1959–2025)                          | 1 czerwca 2009               | 1 czerwca 2014               | FMLN                         |
| 40                                                                        |                              | Salvador Sánchez Cerén (1944–)                      | 1 czerwca 2014               | 1 czerwca 2019               | FMLN                         |
| 41                                                                        |                              | Nayib Bukele (1981–)                                | 1 czerwca 2019               | 1 grudnia 2023               | Nuevas Ideas                 |
| -                                                                         |                              | Claudia Rodríguez de Guevara (?–) (tymczasowo)      | 1 grudnia 2023               | 1 czerwca 2024               | bezpartyjna                  |
| (41)                                                                      |                              | Nayib Bukele (1981–)                                | 1 czerwca 2024               | nadal                        | Nuevas Ideas                 |